# (73814) 1995 VO8
(73814) 1995 VO8 – planetoida z pasa głównego asteroid okrążająca Słońce w ciągu 3,8 lat w średniej odległości 2,43 j.a. Odkryta 14 listopada 1995 roku.